# Hjert och Tector

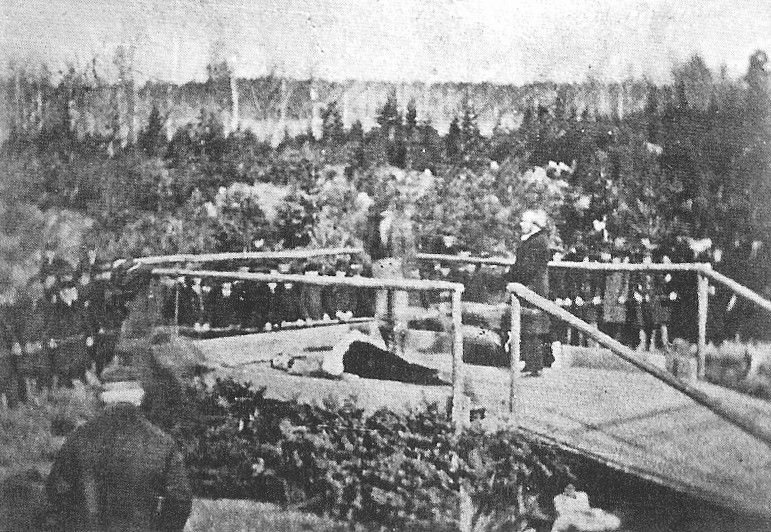
Avrättningen av Hjert vid Lidamon 1876 fotograferad av tingsvaktmästare Petterzon.

Hjert och Tector var två svenska rånmördare. Den 18 maj 1876 avrättades genom halshuggning förre artilleristen Gustav Adolf Eriksson Hjert och förre muraren Konrad Petterson Lundqvist Tector på Lidamon utanför Malmköping respektive Stenkumla Backe på Gotland. Avrättningarna var tänkta att ske vid samma klockslag, 07.00 på morgonen, men på grund av de tidsskillnader som då fanns inom Sverige blev Tector den siste människan som avrättades offentligt i Sverige. En lag om att alla avrättningar måste ske inom fängelsemurarna (så kallad intermural avrättning) stiftades 1879.

## Dådet

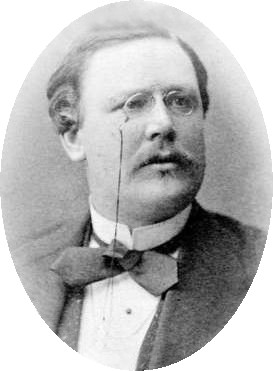
Offret Herman Upmark.

Bakgrunden till domarna var att Hjert och Tector hade gjort sig skyldiga till rånmord och stölder i Östergötland och på Gotland. De lärde känna varandra på Långholmens fängelse, och när de frigivits bestämde de sig för att råna postdiligensen mellan Malmköping och Eskilstuna. Deras plan var att sedan emigrera till Amerika.
Hjert och Tector lade sig natten till 1 september 1874 i bakhåll för att råna postdiligensen, cirka fem kilometer norr om Malmköping. I stället råkade ingenjören Herman Upmark komma emellan och blev mördad av misstag. Upmark föddes 1845 och utbildade sig till civilingenjör. Enligt faderns önskan skulle han ta över driften av familjegodset Hammar gård i Västerhaninge socken. Han företog många resor i samband med bygget av Oxelösund – Flen – Västmanlands Järnvägar, där han var driftsingenjör.
På måndagskvällen den 31 augusti 1874 var Herman Upmark på hemväg från en tjänsteresa. I mörkret och regnet kunde rånarna inte urskilja någon färg på ekipaget och trodde att det var diligensen. Både Hjert och Tector sköt men Tector missade. Hjert sköt kusken  August Larsson i halsen, och Upmark träffades av en hagelsvärm. Kusken dog på platsen medan Upmark fördes till den närbelägna byn Navesta där han avled kl. 16.00 samma dag. Mördarna greps i Stockholm den 5 november 1874. Båda dömdes av häradsrätterna att mista livet genom halshuggning i de härader där de fått sina slutliga domar. Hovrätten fastställde domarna och deras nådeansökningar avslogs den 17 mars 1876.

## Övrigt

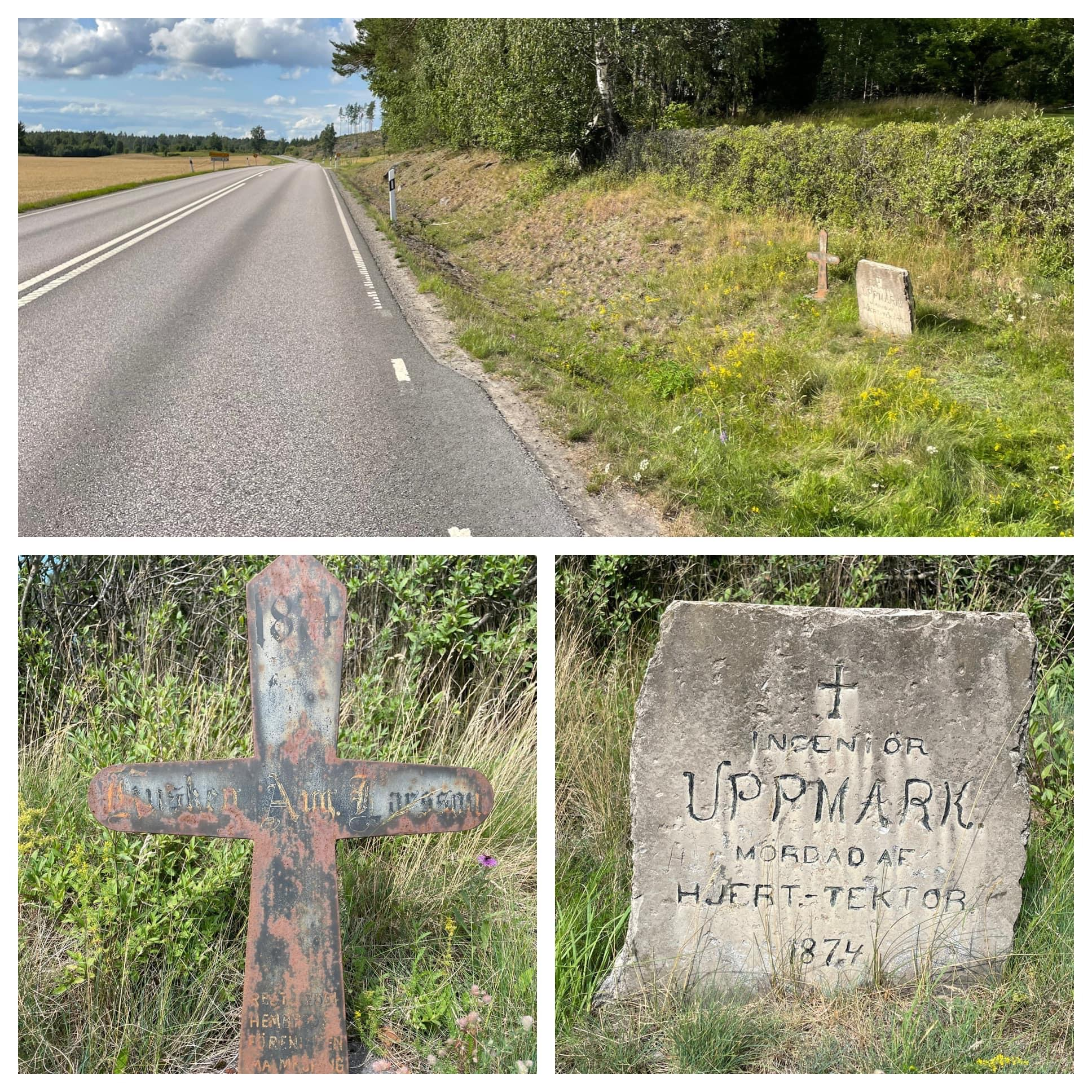
Minnessten och minneskors över Upmark och Larsson vid platsen för rånmorden.

Vid mordplatsen finns en minnessten med inskriptionen: "† Ingeniör Uppmark mördad av Hjert - Tektor 1874" (namnen är felstavade). Minnesstenen restes på 1890-talet. År 2001 fick även kusken August ett minneskors på platsen, uppsatt av Malmköpingsortens hembygdsförening.
Hjerts och Tectors öden filmatiserades i Drömmen om Amerika (1976) med Hans Klinga och Janne Loffe Carlsson i huvudrollerna.
Ett par grottor i Östergötland förknippas med Hjert och Tector, pekas ut som gömställen för dem. En av dessa är Rösjögrottan utanför Motala, en annan är Hjert- och Tektorgrottan i närheten av Fredriksbergs herrgård utanför Oskarshamn.